# おんな甲子園!
『おんな甲子園!』（おんなこうしえん!）は、野妻まゆみによる日本の漫画作品。『花とゆめ』（白泉社）にて1987年12号から17号まで連載された。全6話。その後、同誌1988年4号には外伝が掲載された。単行本は同社の花とゆめコミックスより全1巻が刊行。女子野球を題材とした作品である。

## ストーリー
高校野球をやる者にとって憧れである甲子園に出場することになった地元・兵庫代表の大賀高校（たいがこうこう）はエース・ピッチャーの鳴尾とキャッチャー千船のバッテリー。実はキャッチャーの千船真は女の子だった。
兵庫県が舞台であるのにもかかわらず、ほとんどのキャラクターが関西弁で話さない。
続編があり、鳴尾は阪神タイガースに入団、千船は大学進学後、英語教師として母校に着任している。

## 登場人物

### 大賀高校
甲子園球場がある兵庫県西宮市の名門高校で21年ぶりの夏の大会出場。監督・部員の苗字は全て阪神電車の駅名である。※～番は背番号ではなく打順である。
千船 真（ちぶね まこと）
3年生、9番・捕手、右投右打、身長165cm、体重53kg、7月9日生、血液型はO型。
鳴尾 祐輔（なるお ゆうすけ）
3年生、3番・投手、右投左打、身長178cm、体重78kg、11月3日生、血液型はA型。
武庫川 秀一（むこがわ ひでかず）
3年生、4番・一塁手、左投左打、身長182cm、体重85kg、5月16日生、血液型はO型。
姫島 守（ひめじま まもる）
1年生、2番・左翼手、右投右打、身長162cm、体重55kg、3月8日生、血液型はA型。
御影 瞬（みかげ しゅん）
3年生、1番・遊撃手、右投左打、身長175cm、体重70kg、8月10日生、血液型はAB型。
出屋敷 広司（でやしき こうじ）
3年生、5番・二塁手、右投左打、身長180cm、体重80kg、10月10日生、血液型はA型。
尼崎 一（あまがさき はじめ）
1年生、8番・右翼手、右投右打、身長163cm、体重58kg、12月9日生、血液型はB型。
杭瀬 信久（くいせ のぶひさ）
2年生、6番・中堅手、右投右打、身長190cm、体重80kg、6月19日生、血液型はB型。
今津 晋（いまづ すすむ）
2年生、7番・三塁手、右投右打、身長172cm、体重70kg、8月10日生、血液型はO型。
梅田 茂（うめだ しげる）
兵庫県立・大賀高校野球部監督、身長175cm、体重70kg、1月8日生、血液型はO型。

### 阪急学院
大賀高校が兵庫県予選の決勝で対戦した高校で兄丸以外はスコアーボードに名前のみの記載。苗字は一部の名前を除き阪急電車の駅名である。
十三（じゅうそう）
1番・捕手。
石橋（いしばし）
2番・三塁手。
池田（いけだ）
3番・二塁手。
部馬（ぶうま）
4番・一塁手。
能勢口（のせぐち）
5番・中堅手。
雲雀丘（ひばりがおか）
6番・左翼手。
花屋敷（はなやしき）
7番・遊撃手。
兄丸（あにまる）
投手。

### 西武大付属高校
大賀高校が一回戦で対戦した埼玉県代表高校。22対3で敗退する。選手の苗字は西武鉄道の駅名である。
下落合（しもおちあい）
1番。
石神井（しゃくじい）
2番。
所沢（ところざわ）
3番。
中井（なかい）
主戦投手。
沼袋（ぬまぶくろ）
控え投手。左投。
杜（もり）
西武大付属高校の監督。

### 叡電高校
大賀高校が二回戦で対戦した京都府代表高校。選手の名前は違えど皆近しい親戚であるらしい、その為か顔つきが皆同じである。乱打戦の末、24対22で敗退する。選手の苗字は叡山電鉄の駅名である。
修学院（しゅうがくいん）
4番・投手。右投。
一乗寺（いちじょうじ）
3番・捕手。
出町柳（でまちやなぎ）
1番・一塁手。右打。
元田中（もとたなか）
2番。
宝ヶ池（たからがいけ）
5番。
八幡前（はちまんまえ）
6番。
岩倉（いわくら）
7番。
木野（きの）
8番。

### 神宮学園高校
大賀高校が三回戦で対戦した西東京代表高校。5対0で敗退する。
代々木（よよぎ）
神宮学園高校9回表の攻撃における最後の打者。

### 広島農林水産高校
大賀高校が準々決勝で対戦した広島県代表高校。1対0で敗退する。選手の苗字は広島電鉄の駅名である。
猿猴橋（えんこうばし）
1番・一塁手。
的場（まとば）
2番・中堅手。
稲荷町（いなりまち）
3番・三塁手。
中電前（ちゅうでんまえ）
投手。

### 横浜漁業高校
大賀高校が準決勝で対戦した神奈川県代表高校。8対7で敗退する。
蒲田（かまた）
横浜漁業高校9回裏の攻撃における最後の打者。

### 中日工業高校
大賀高校が決勝で対戦した愛知県代表高校。6対5で大賀高校に勝利し夏の大会を制した。
干野 線一（ほしの せんいち）
中日工業野球部監督、身長180cm、体重80kg、7月29日生、血液型はO型。
落相 博充（おちあい ひろみつ）
4番・三塁手、右投右打、身長185cm、体重85kg、2月12日生、血液型はO型。
宇能（うの）

堀田（ほった）

## 書誌情報
- 野妻まゆみ 『おんな甲子園!』 白泉社〈花とゆめコミックス〉、1988年1月初版発行、ISBN 4-592-11850-2
  - 「おんな甲子園!」の本編（全6話）を収録。